# Lycosa leireana
Lycosa leireana là một loài nhện trong họ Lycosidae.
Loài này thuộc chi Lycosa. Lycosa leireana được Pelegrin Franganillo-Balboa miêu tả năm 1918.